# Cestrus arcuatus
Cestrus arcuatus là một loài tò vò trong họ Ichneumonidae.